# B. Piropo
Benito Piropo Da-Rin (Salvador, 9 de fevereiro de 1939) é um engenheiro sanitarista, professor e jornalista brasileiro.
B. Piropo tornou-se um dos mais respeitados colunistas de informática brasileiros, assinando a coluna Trilha Zero no jornal O Globo desde 1991 até 2005. Já escreveu colunas de informática para outras publicações, particularmente da Editora Bloch, como "Ele & Ela" e "Mulher de Hoje". Entre 1994 e 1995, apresentou o programa CBN Informática pela Rede CBN. Atualmente escreve artigos para os sites de tecnologia IT Web e Tech Tudo.

## História
Benito Piropo nasceu em Salvador, Bahia, e mudou-se com sua família para São Paulo em 1941, ali vivendo até 1949, quando a família mudou-se para o Rio de Janeiro, onde vive desde então. Em 1959, prestou vestibular para a Escola Nacional de Engenharia no Rio de Janeiro, onde se formou em Engenharia Civil em 1963.
Trabalhou na FEEMA, onde ocupou o cargo de Diretor de 1979 a 1983, e na CEDAE.
Além do seu trabalho como engenheiro civil, particularmente na área de tratamento de efluentes, B. Piropo foi professor da disciplina "Tratamento de Esgotos" no curso Engenharia Sanitária da UERJ de 1977 a 1979, da mesma disciplina do curso de "Engenharia Civil com Ênfase para o Meio Ambiente" da PUC-RJ de 1996 a 2010, da disciplina Arquitetura de Computadores no curso de "Tecnólogos em Processamento de Dados na Univercidade Iguaçu" (UNIG) de 2003 a 2007 e da mesma disciplina na UniverCidade., de 1999 a 2012.
Assinou a coluna "Trilha Zero" e outras no suplemento Informática&Etc. do jornal O Globo de 1991 até 2006 e desde 2005 assina as coluna "Técnicas e Truques" e "Pergunte ao Piropo", publicadas semanalmente no jornal Estado de Minas e republicadas em outros jornais do conglomerado Diários Associados, além de colunas e artigos avulsos em outros veículos da imprensa escrita.
Na Internet, assinou a "Coluna do Piropo" no Fórum PCs de 2005 a 2012 e publica colunas semanais sobre tecnologia e informática nos sítios especializados IT Web, desde 2012, e Tech Tudo/Globo.Com, desde 2011.

## Obras
- Dicas do Piropo: 150 Maneiras de Facilitar a Vida do Usuário de Windows e MS Office. Rio de Janeiro: Editora Campus, 2006. ISBN 978-85-352-2052-0.
- OS/2 - Guia básico da Workplace Shell. Rio de Janeiro: Editora Campus, 1993.
- XTree, XTreePro, XTreeGold. Rio de Janeiro: Editora Campus, 1992.